# Пиран (община)
Община Пиран (словен. Občina Piran) — одна з общин в західній Словенії з виходом до Адріатичного моря. Адміністративним центром є місто Пиран.

## Характеристика
Община міста Пиран є найбільш туристично розвиненою словенською общиною і одним з найважливіших конгрес-центрів, спа-центрів, а також центром казино і морського туризму в північній частині Середземномор'я. Община також є домом для італійської національної меншини.

## Населення
У 2010 році в общині проживало 17814 осіб, 8718 чоловіків і 9096 жінок. Чисельність економічно активного населення (за місцем проживання), 7441 осіб. Середня щомісячна чиста заробітна плата одного працівника (EUR), 939,52 (в середньому по Словенії 966.62). Приблизно кожен другий житель у громаді має автомобіль (54 автомобіля на 100 жителів). Середній вік жителів склав 43,7 років (в середньому по Словенії 41.6).